# الیسدال
الیسدال (به لاتین: Alicedale) یک شهرک در آفریقای جنوبی است که در کیپ شرقی واقع شده‌است.

## خصوصیات
الیسدال ۴٫۷ کیلومترمربع مساحت و ۳٬۸۷۲ نفر جمعیت دارد.